# Pfarrkirche St. Peter am Wallersberg

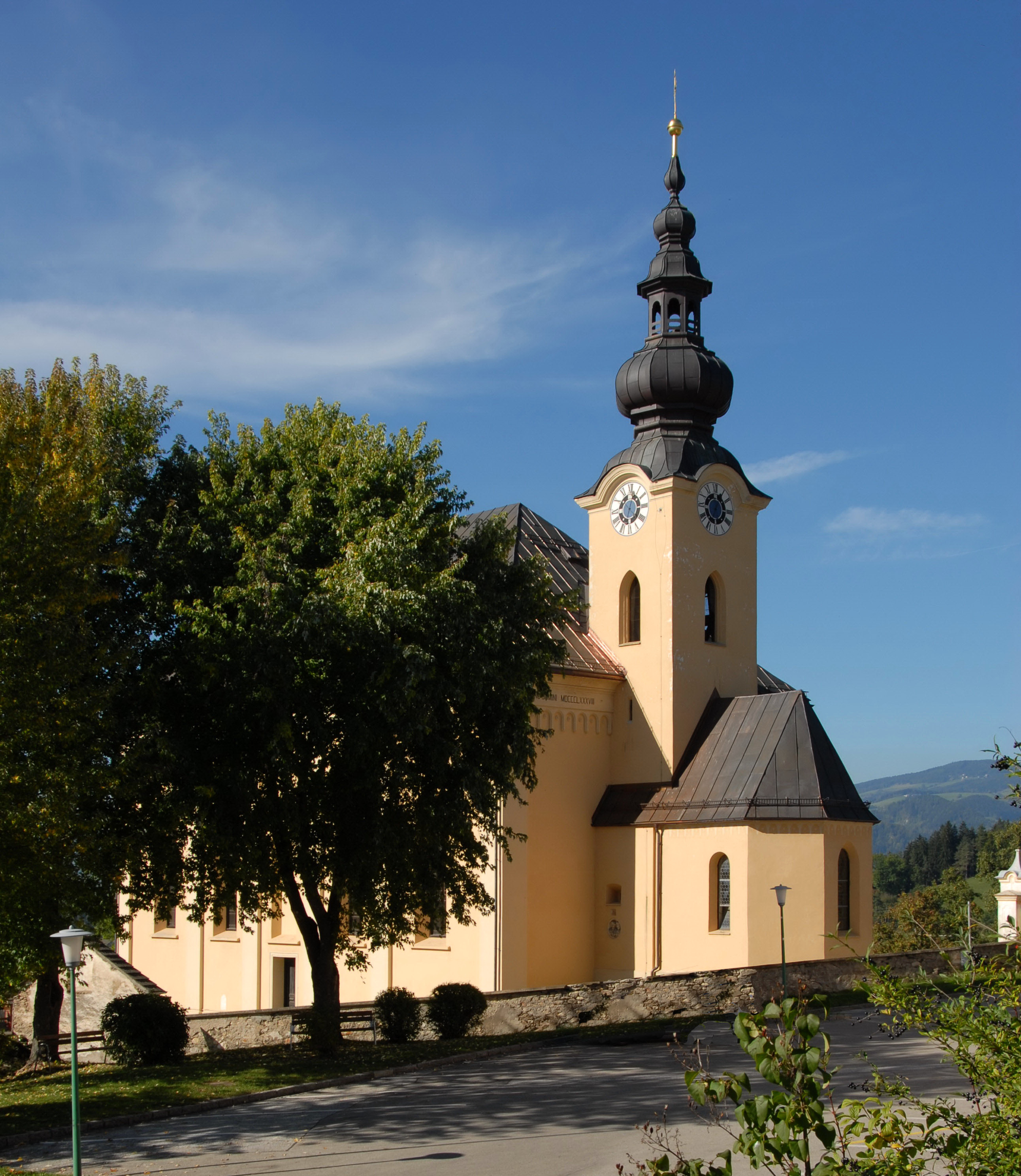
Katholische Pfarrkirche hl. Peter in St. Peter am Wallersberg

Die römisch-katholische Pfarrkirche St. Peter am Wallersberg steht auf einem nach Westen abfallenden Gelände in der Ortschaft St. Peter am Wallersberg der Stadtgemeinde Völkermarkt im Bezirk Völkermarkt in Kärnten. Die dem Patrozinium des Heiligen Simon Petrus unterstellte Kirche gehört zum Dekanat Völkermarkt/Velikovec in der Diözese Gurk-Klagenfurt. Die Kirche und der Friedhof stehen unter Denkmalschutz (Listeneintrag).

## Geschichte
Urkundlich wurde 1353 eine Kirche genannt. Der große historistische Saalbau ist ein weitgehend ab 1888 erfolgter Neubau durch den Baumeister Urbani nach den Plänen von Chlubna und wurde 1893 geweiht. Im Kern sind Teile des gotischen Vorgängerbaus und der Turm erhalten. 1993 wurden der Hochaltar und die Kanzel restauriert.

## Architektur
Das Kirchenäußere zeigt einen gotischen Turm mit einem Zwiebelhelm aus dem 18. Jahrhundert. Das gotische Chorpolygon aus dem ersten Drittel des 14. Jahrhunderts ist heute die Sakristei. Die Fassaden sind neoromanisch durch Lisenen und einen Rundbogenfries gegliedert, die Westfront hat einen Portikus und ein Stufenportal sowie ein Rosettenfenster.
Das Kircheninnere zeigt ein Langhaus aus dem 19. Jahrhundert unter einem Tonnengewölbe, mit Stichkappen durch Pilaster und Gurtbögen in vier schmale querrechteckige Joche gegliedert, das fünfte Joch ist durch eingezogene Pfeiler als Altarraum ausgeschieden. Die dreiachsige Westempore steht auf Säulen mit Kapitellen in historistischen Mischformen, die Brüstung hat eine Blendgalerie. Die Fenster sind rundbogig. Das Turmjoch zeigt ein spätgotisches Sternrippengewölbe und seitlich anschließend schmale rippengewölbte Joche auf Konsolköpfen. Der östlich anschließende Chor mit einem Fünfachtelschluss hat ein Netzrippengewölbe mit bemalten Schlusssteinen, das Gewölbe ruht auf Diensten auf Konsolköpfen.
Eine Seccomalerei hl. Georg in der Nordostschräge des spätgotischen Chores aus der Mitte des 15. Jahrhunderts wurde 1992 freigelegt, die ursprüngliche Farbigkeit wurde restauriert.

## Einrichtung
Den neuromanischen Hochaltar schuf Alois Progar 1890, er trägt in Rundbogennischen die Statuen der Heiligen Petrus zwischen Laurentius und einem Bischof.
Der linke Seitenaltar aus der ersten Hälfte des 18. Jahrhunderts trägt die Statue hl. Florian. Den rechten neoromanischen Seitenaltar schuf 1905 Franz Martiner aus Gröden, er trägt in einer Rundbogennische die Statue des hl. Paulus, der Giebelanschluss ist von zwei kleineren Heiligenfiguren umgeben.
Die Kanzel schuf Alois Progar 1890, sie trägt unter Rundbögen Reliefstatuen der Evangelisten am Kanzelkorb, der Schalldeckel ist mit neogotischem Maßwerk verziert.

## Grabdenkmäler
Außen
- An der südlichen Wand der Sakristei befindet sich ein Rundmedaillon aus dem 2. Jahrhundert n. Chr. von einem römerzeitlichen Grabbau mit den Porträtbüsten eines Ehepaares, die Frau ist einheimisch gekleidet. Darüber befindet sich eine Votivinschrift zu Aesculapius gestiftet von Voltinius Ursus.
- An der nördlichen Wand der Kirche befinden sich zwei Grabinschriften für die Einheimischen Dumia und Adnama sowie für Satucion und Bonia.